# Kurt Eichner
Kurt August Eichner (* 13. April 1898 in Waldmohr; † 27. März 1969 in Kirkel bei Homburg) war ein deutscher Politiker (NSDAP).

## Leben und Wirken
Der Sohn eines Bergmanns besuchte die Volksschule und die Berufsschule. Ab Februar 1917 nahm Eichner mit dem 2. Bayerischen Ulanenregiment am Ersten Weltkrieg teil. Nach seinem Ausscheiden aus der Armee im April 1919 setzte er seine Ausbildung bei der Stadtverwaltung Homburg fort; 1920 legte er die Prüfung für den mittleren Staats- und Gemeindeverwaltungsdienst ab. Eichner war bis 1935 bei der Stadtverwaltung tätig. Er war zwei Mal verheiratet, zuletzt im Mai 1957.
Eichner trat zum 1. Februar 1930 der NSDAP (Mitgliedsnummer 199.185) bei und war Mitbegründer der NSDAP-Ortsgruppe in Homburg. Von 1933 bis Februar 1935 war er bei der Landesleitung der Deutschen Front tätig, ab März 1934 als Geschäftsführer. Nach der Saarabstimmung war er vom 13. Mai bis zum 31. Oktober 1935 Kreisleiter für Homburg. Bereits am 1. März 1935 trat Eichner gemäß dem Gesetz über die Vertretung des Saarlandes im Reichstag in den nationalsozialistischen Reichstag ein, dem  er bis zum März 1936 angehörte. Bei der Neuwahl am 29. März 1936 kandidierte er erfolglos. Eichner war im Januar 1936 für wenige Tage aus der NSDAP ausgeschlossen worden.
Vom 1. Dezember 1935 bis zum Ende des Zweiten Weltkrieges war Eichner Bürgermeister der Stadt St. Wendel. Zudem war er ab 1936 Abteilungsleiter im Gauamt für Kommunalpolitik im Gau Saarpfalz. Ab August 1944 leistete Eichner Kriegsdienst. Er wurde im Juni 1945 aus der Kriegsgefangenschaft entlassen.